# Sambomorpha
Sambomorpha es un género de escarabajos de la familia Buprestidae.

## Especies
- Sambomorpha aeneifrons (Kerremans, 1896)
- Sambomorpha argentiniensis Cobos, 1959
- Sambomorpha blairi Obenberger, 1940
- Sambomorpha catharinae Obenberger, 1924
- Sambomorpha chiapas Bellamy, 1997
- Sambomorpha clarki Hespenheide, 1990
- Sambomorpha corona Bellamy, 2007[2]
- Sambomorpha costarica Bellamy, 1997
- Sambomorpha occidentalis Bellamy, 1997
- Sambomorpha panama Bellamy, 2007[2]
- Sambomorpha quintana Bellamy, 1997
- Sambomorpha vicina Obenberger, 1940